# Križ (Sežana)
Križ (prononcé [ˈkɾiːʃ] ; italien : Croce di Tomadio) est un village slovène situé dans la municipalité de Sežana, proche de la frontière italienne. Il est situé à 5 km de Sežana et 27 km de Trieste. Comme la plupart des villages karstiques, Križ est également connu pour sa viticulture. À Križ, il y a un magasin, une verrerie, deux auberges, une salle des fêtes, un boulodrome, deux ateliers mécaniques, une église et de nombreux agritourismes. 

## Église de Sainte-Croix
Dans la partie sud du village, à proximité de l'ancien grenier, se dresse l'église filiale de Sainte-Croix. C'est une église gothique à nef unique reconstruite au XVIIe siècle avec un chancel fermé aux trois huitièmes, exemple typique de l'architecture du XVIIe siècle dans le Karst. Le clocher de style aquiléen fut ajouté en 1722. Le toit est recouvert de bardeaux. L'église possède un autel doré consacré en 1656 et un porche datant de 1649.

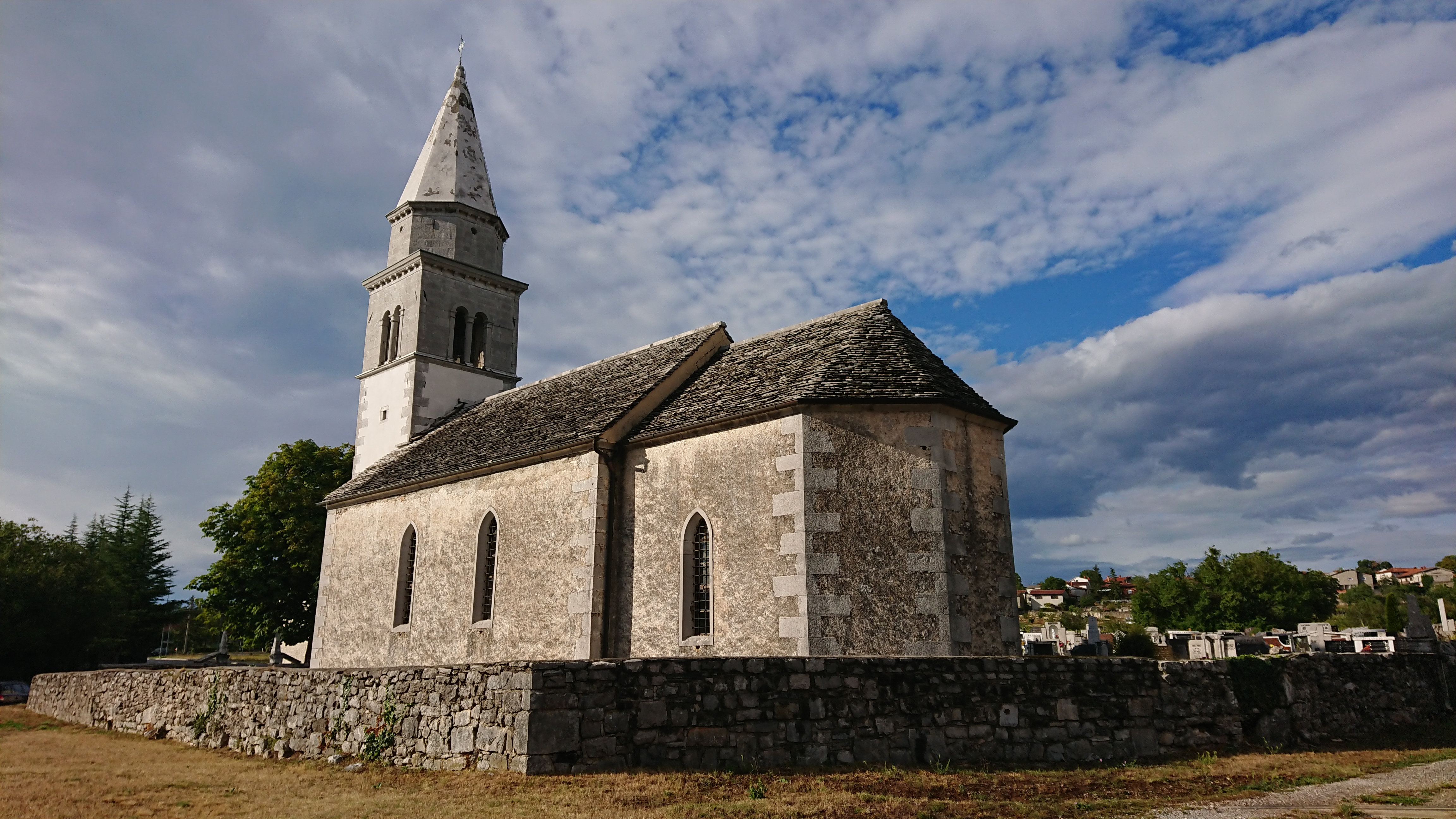
Križ.
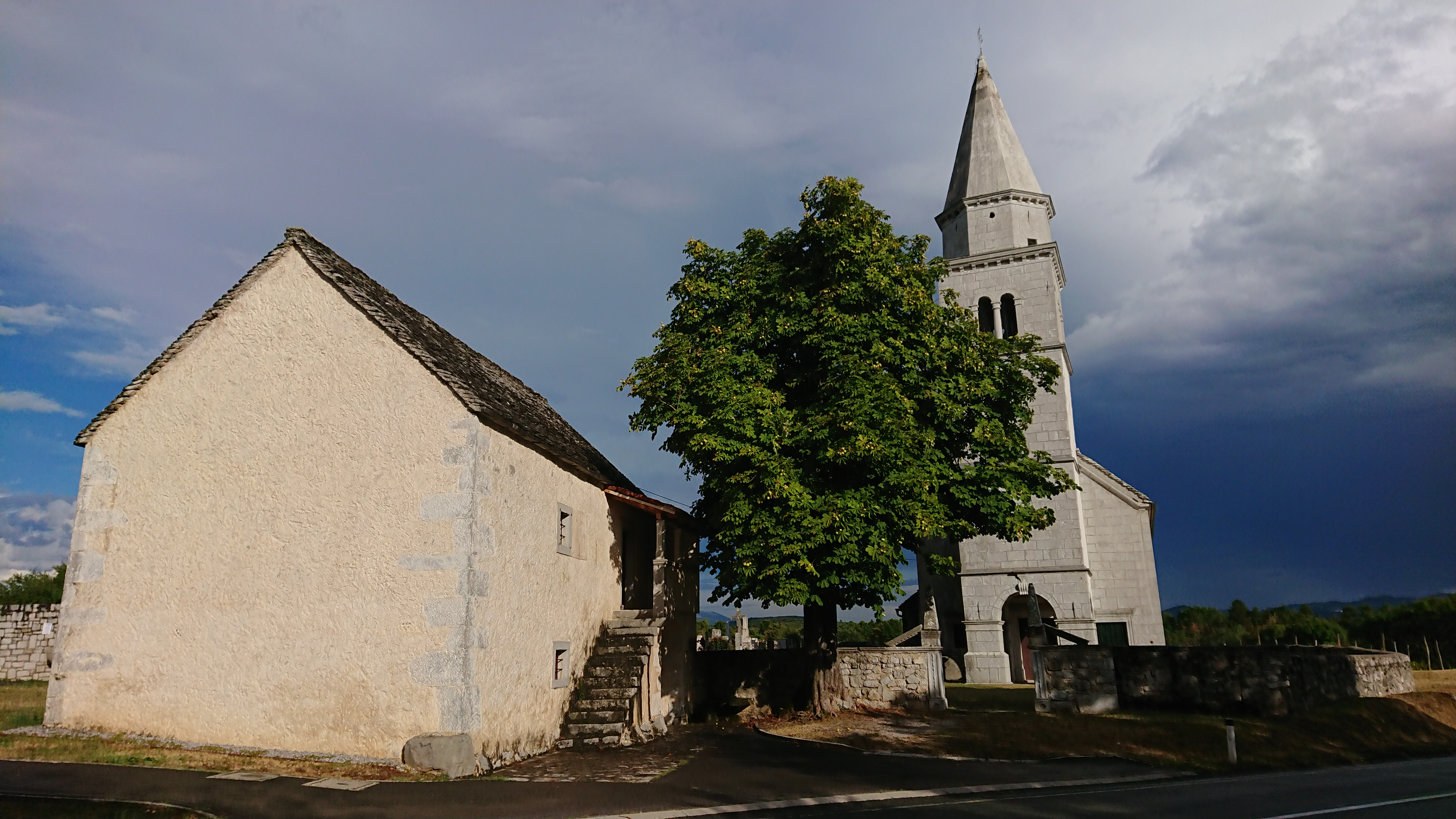
Križ.
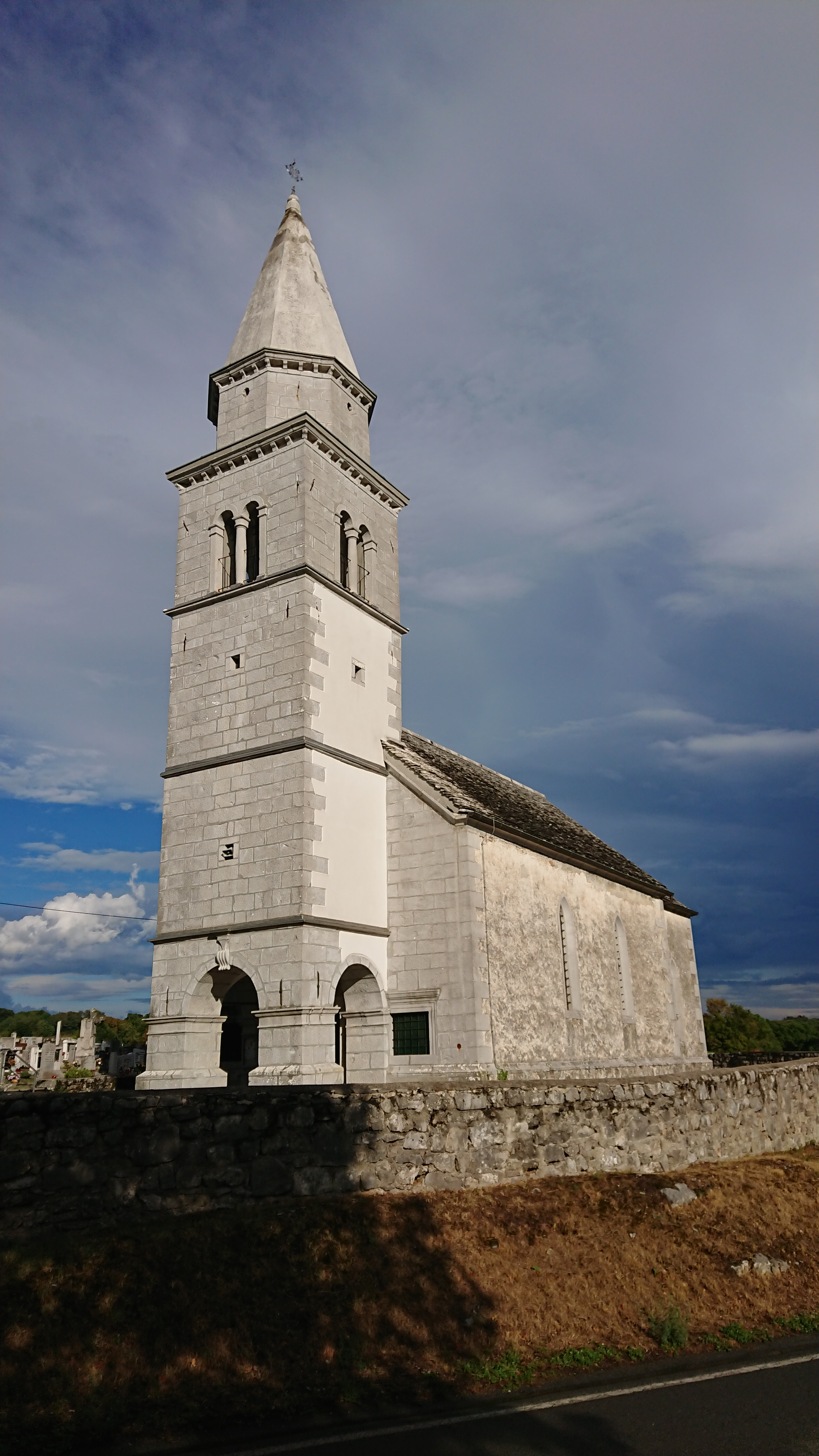
Križ.